# Ormiscodes albomaculata
Ormiscodes albomaculata är en fjärilsart som beskrevs av Paul Dognin 1916. Ormiscodes albomaculata ingår i släktet Ormiscodes och familjen påfågelsspinnare. Inga underarter finns listade i Catalogue of Life.